# Prefectura apostólica de Misurata

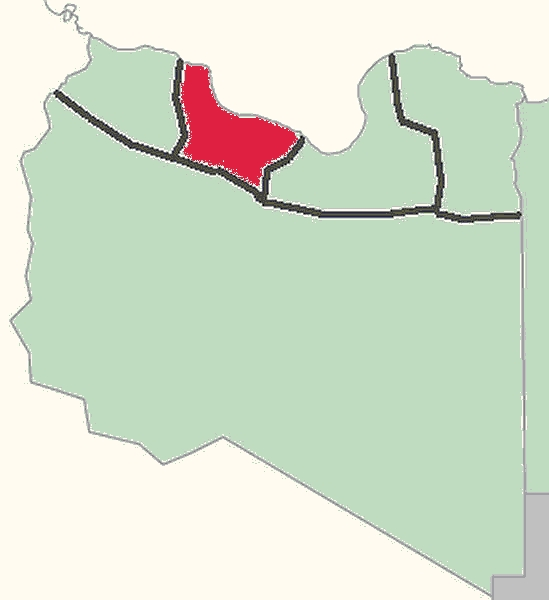
Mapa

La prefectura apostólica de Misurata (en latín: Praefectura Apostolica Misuraten(sis) y en árabe: محافظة الرسولية مصراتة‎) es una circunscripción eclesiástica de rito latino de la Iglesia católica en Libia. Está vacante desde el 26 de junio de 1969 y es administrada de hecho por el vicario apostólico de Trípoli.

## Territorio y organización
La prefectura apostólica extiende su jurisdicción sobre los fieles católicos de rito latino residentes en los territorios de la antigua provincia italiana de Misurata, correspondiente a los distritos (existentes hasta 2012) de Al Murgub, Misurata, y Sirte. Contaba con 5 parroquias y 1100 fieles en 1969.
La sede de la prefectura apostólica estaba en la ciudad de Misurata, pero en 1970 el Gobierno libio confiscó todas las iglesias y expulsó a los misioneros. Posteriormente, la Santa Sede obtuvo permiso para reabrir la iglesia de San Francisco en Trípoli, que sirve como iglesia principal de la administración conjunta de hecho del vicariato apostólico de Trípoli y de la prefectura apostólica de Misurata.

## Historia
Fue creada el 22 de junio de 1939 por el papa Pío XII mediante la bula Quo intra Libyae que dividió al vicariato apostólico de Tripolitania, (actual vicariato apostólico de Trípoli), luego de que en 1934 fuera creada la provincia civil de Misurata al dividirse la colonia de Tripolitania. La misión asistió principalmente a las villas coloniales italianas y fue encargada a los frailes menores de las Marcas, trasladados desde la misión de Derna.
El 20 de febrero de 1948 fue designado su primer prefecto apostólico, el italiano Vitale Bonifacio Bertoli, quien al ser designado vicario apostólico de Trípoli el 5 de abril de 1951 fue remplazado por Illuminato Colombo, muerto en 1957. Su tercer y último prefecto apostólico fue Guido Attilio Previtali desde el 5 de diciembre de 1958 hasta su designación como vicario apostólico de Trípoli el 26 de junio de 1969. Previtali fue designado administrador apostólico sede vacante de la prefectura apostólica el 4 de agosto de 1969.
Desde la expulsión de los italianos de Libia en 1970 y el cierre de las iglesias por el gobierno libio la circunscripción perdió la mayoría de sus fieles. El 3 de mayo de 1985 Previtali dejó de ser su administrador apostólico y quedó definitivamente integrada en el vicariato apostólico de Trípoli sin que la Santa Sede lo haya formalizado, por lo que nominalmente sigue existiendo y cada año aparece en el Anuario Pontificio.
Desde el 3 de mayo de 1985 el vicario apostólico de Trípoli es Giovanni Innocenzo Martinelli, de quien dependen las comunidades católicas del territorio de la prefectura apostólica bajo la jurisdicción de la parroquia San Francesco de Trípoli, sin sacerdotes residentes en el área. 

## Episcopologio
- Vitale Bonifacio Bertoli, O.F.M. † (20 de febrero de 1948-5 de abril de 1951 nombrado vicario apostólico de Trípoli)
- Illuminato Colombo, O.F.M. † (20 de abril de 1951-2 de diciembre de 1957 falleció)
- Guido Attilio Previtali, O.F.M. † (5 de diciembre de 1958-26 de junio de 1969 nombrado vicario apostólico de Trípoli (a la vez nombrado obispo titular de Sozusa de Libia)
  - Guido Attilio Previtali, O.F.M. † (26 de junio de 1969-3 de mayo de 1985) (administrador apostólico)

## Estadísticas
De acuerdo con el Anuario Pontificio 1971 la diócesis tenía a fines de 1969 un total de 1100 fieles bautizados. Las estadísticas posteriores están incluidas en el vicariato apostólico de Trípoli.
| Año                                                                             | Población            | Población | Población      | Sacerdotes | Sacerdotes    | Sacerdotes    | Bautizados por sacerdote | Diáconos permanentes | Religiosos | Religiosos | Parroquias |
| Año                                                                             | Bautizados católicos | Total     | % de católicos | Total      | Clero secular | Clero regular | Bautizados por sacerdote | Diáconos permanentes | Varones    | Mujeres    | Parroquias |
| ------------------------------------------------------------------------------- | -------------------- | --------- | -------------- | ---------- | ------------- | ------------- | ------------------------ | -------------------- | ---------- | ---------- | ---------- |
| 1969                                                                            | 1100                 | 291 100   | 0.4            | 5          |               | 5             | 220                      |                      | 5          | 20         | 4          |
| Fuente: Catholic-Hierarchy, que a su vez toma los datos del Anuario Pontificio. |                      |           |                |            |               |               |                          |                      |            |            |            |